# Youngstown Bears 1945-1946
La stagione 1945-46 degli Youngstown Bears fu la 1ª nella NBL per la franchigia.
Gli Youngstown Bears arrivarono terzi nella Eastern Division con un record di 13-20, non qualificandosi per i play-off.

## Roster
| N° | Naz.                   | Ruolo | Sportivo          | Anno | Alt. | Peso |
| -- | ---------------------- | ----- | ----------------- | ---- | ---- | ---- |
|    | Stati Uniti (bandiera) | G     | Frankie Baumholtz | 1918 | 178  | 77   |
|    | Stati Uniti (bandiera) | GA    | Moe Becker        | 1917 | 185  | 84   |
|    | Stati Uniti (bandiera) | C     | Huck Hartman      | 1920 | 201  | 93   |
|    | Stati Uniti (bandiera) | AC    | Leo Mogus         | 1921 | 193  | 86   |
|    | Stati Uniti (bandiera) | G     | Press Maravich    | 1920 | 183  | 84   |
|    | Stati Uniti (bandiera) | G     | Rudy Debnar       | 1916 | 180  | 73   |
|    | Stati Uniti (bandiera) | GA    | Paul Birch        | 1910 | 185  | 86   |
|    | Stati Uniti (bandiera) | AC    | Irv Brenner       | 1913 | 191  | 91   |
|    | Stati Uniti (bandiera) | G     | Joe Urso          | 1916 | 180  | 77   |
|    | Stati Uniti (bandiera) | A     | Walt Miller       | 1915 | 188  | 86   |
|    | Stati Uniti (bandiera) | G     | Doc Wright        | 1921 | 185  | 82   |
|    | Stati Uniti (bandiera) | G     | Nick Lalich       | 1916 | 188  | 100  |
|    | Stati Uniti (bandiera) | A     | Pete Lalich       | 1920 | 188  | 86   |
|    | Stati Uniti (bandiera) | A     | Bob Henshaw       | 1918 | 183  | 82   |
|    | Stati Uniti (bandiera) | G     | Stan Noszka       | 1920 | 185  | 84   |
|    | Stati Uniti (bandiera) | C     | Ray Bellingham    | 1916 | 203  | 100  |
|    | Stati Uniti (bandiera) | C     | Don Warnke        | 1920 | 208  | 100  |
|    | Stati Uniti (bandiera) | AC    | Bob Shaw          | 1921 | 193  | 102  |
|    | Stati Uniti (bandiera) | C     | Carl Baer         | 1918 | 196  |      |
|    | Stati Uniti (bandiera) | C     | Larry Kenney      | 1920 | 185  | 75   |
|    | Stati Uniti (bandiera) | C     | Ernie Fortney     | 1915 | 193  | 100  |
|    | Stati Uniti (bandiera) | A     | Bob Armstrong     | 1920 | 185  | 85   |

## Staff tecnico
- Allenatore: Paul Birch